# Planinica (Zaječar)
Pour les articles homonymes, voir Planinica.
Planinica (en serbe cyrillique : Планиница) est un village de Serbie situé sur le territoire de la ville de Zaječar, district de Zaječar. Au recensement de 2011, il comptait 202 habitants.

## Démographie
| 1948  | 1953  | 1961  | 1971 | 1981 | 1991 | 2002 | 2011 |
| ----- | ----- | ----- | ---- | ---- | ---- | ---- | ---- |
| 1 122 | 1 073 | 1 033 | 891  | 690  | 463  | 305  | 202  |

|  |